# 城市猎人 (2024年电影)
《城市猎人》是2024年上映的日本电影，改编自北条司漫画作品《城市猎人》，是日本第一部改编自该作品真人电影，同时也是该作品的第四部真人电影。该片由佐藤祐市执导，铃木亮平、森田望智、安藤政信、木村文乃主演，2024年4月25日在Netflix上线。

## 故事大綱
以漫畫第一.二卷為基本基調。在日本新宿區歌舞伎町一番街活動的黑社會第一高手冴羽獠(鈴木亮平飾)和退役刑事槇村秀幸(安藤政信飾)，以日本JR新宿車站東出口的留言板，XYZ為其暗號，來執行各項委託案件。發現樂生會如何以精神藥物PCP（苯環己哌啶，俗稱天使塵）來控制人心。主角冴羽獠在少年的傭兵時期，也曾經被海原神注射過天使塵(Angel Dust)，而造成海坊主的傭兵團滅亡。
夥伴槇村秀幸也因天使塵這個事件被樂生會所殺，臨死前將槇村香託付給獠。槇村秀幸死後冴羽獠說了「地獄或許暫時會寂寞，不過馬上就會熱鬧起來的。槇村...」的名言(漫畫第一卷第六話以及動畫均有出現)。這一段話和城市獵人接下來的故事，有相當大的關連。為加強劇情,改為冴羽獠舉槍對著對手說的「閉嘴，到地獄再說吧⋯」來致敬。而槇村出事的當晚正是槇村香(森田望智飾)的生日。槇村香也因為這件事情，無法原諒樂生會殺死槇村秀幸，進而成為冴羽獠新的伙伴。
電影和漫畫原著稍微不同的是，槇村秀幸死在冴羽獠懷裡那一段，槇村香並不在現場(電影中為槇村香在現場目睹)。而是由冴羽獠事後告知她，槇村秀幸被樂生會殺死的消息，並將遺物戒指交給槇村香。(漫畫第一卷159頁)

## 服裝
鈴木亮平所飾演的冴羽獠，在服裝方面，卡其色大衣以及綠色短版夾克，高度還原漫畫裡主角的穿著，與動畫版中冴羽獠穿的水藍色西裝有很大的不同。

## 電影特別之處
在電影中冴羽獠所跳的もっこり秀，為鈴木亮平親自設計。

## 演员
- 铃木亮平 饰 冴羽獠
- 森田望智 饰 槇村香（日语：槇村香）
- 安藤政信 饰 槇村秀幸
- 木村文乃 饰 野上冴子
- 华村飞鸟（日语：華村あすか） 饰 胡桃
- 水崎綾女 饰 濑田月乃
- 片山萌美 饰 蝎
- 阿見201（日语：阿見201） 饰 棕熊
- 杉本哲太 饰 伊東昭孝
- 迫田孝也（日语：迫田孝也） 饰 今野國雄
- 橋爪功（日语：橋爪功） 饰 阿久津
- 黑手黨梶田（日语：マフィア梶田） 海坊主
- 神谷明 饰 新闻播音员

## 主題曲
TM NETWORK 特別幫這次Netfilx的城市獵人重新改編了Get Wild ，取名Get Wild Continual，也是這次令和版城市獵人的主題曲。對於城市獵人的粉絲來說，也是一大驚喜，前奏一響起，一切都對味了。「這真的就是City Hunter了。」
| 歌曲                   | 作詞     | 作曲     | 編曲     | 演唱       |
| ---------------------- | -------- | -------- | -------- | ---------- |
| 《Get Wild Continual》 | 小室光子 | 小室哲哉 | 小室哲哉 | TM NETWORK |